# Wilhelm von Woyna (General, 1863)

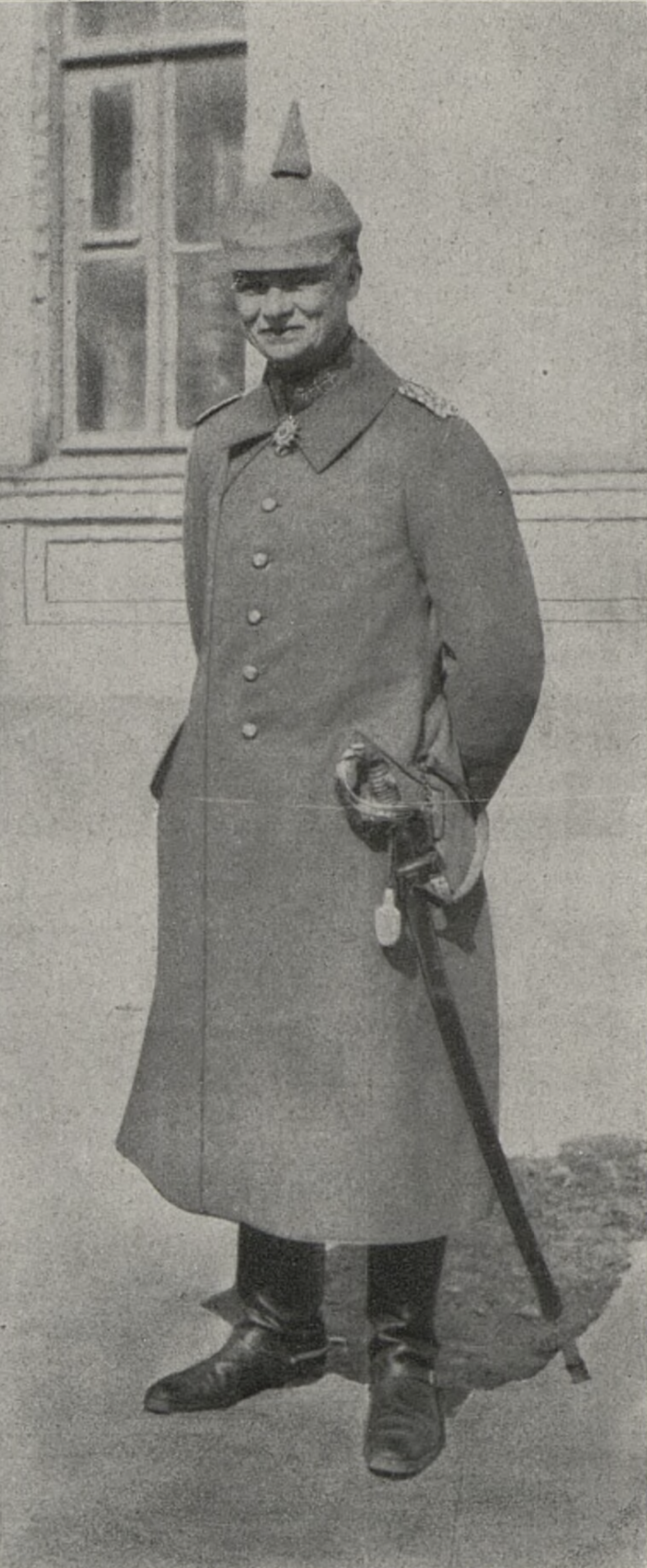
v. Woyna 1916

Wilhelm Friedrich Ludwig von Woyna (* 3. Juli 1863 in Berlin; † Mai 1950) war ein preußischer Generalleutnant.

## Leben
Wilhelm von Woyna durchlief die Kadettenschule und trat am 15. April 1882 als Sekondeleutnant in die Preußische Armee ein. 1890 wurde er zum Premierleutnant befördert und kam am 29. März 1892 in das 1. Garde-Feldartillerie-Regiment (Berlin).
1908 kam er als Major und Abteilungskommandeur im 3. Garde-Feldartillerie-Regiment als Militärlehrer an die Kriegsakademie, Von hier kommend, übernahm er am 22. Mai 1912 als Oberst (Beförderung am 21. April 1911) die Führung des Großherzoglich Mecklenburgischen Feldartillerie-Regiments Nr. 60 in Schwerin. Im Februar 1914 gab er das Kommando ab und übernahm die 15. Feldartillerie-Brigade in Köln, mit der er auch in den Krieg zog. Zum 28. August 1914 wurde er Stabschef des I. Armee-Korps unter Hermann von Françoisund wurde er am 18. August 1915 als Generalmajor Kommandeur der 3. Landwehr-Division. Am 19. Juni 1916 übernahm er die Führung der 5. Reserve-Division, wechselte dann mit dem 28. Dezember 1916 in die gleiche Position zur 225. Infanterie-Division, wo er mit einer Unterbrechung im April/Mai 1917 bis zum 5. Juli 1918 im Kommando blieb. In dieser Position wurde er am 27. Januar 1918 zum Generalleutnant befördert. Anschließend wurde er Kommandierender General des VII. Armee-Korps, gab aber das Kommando am 9. Februar 1919 ab, um bis zur Auflösung der Einheit wieder als Divisionskommandeur, nun von der 20. Division, zu dienen.
Wilhelm von Woyna war seit 1888 als junger Leutnant und Adjutant verheiratet mit Hedwig von Frisch aus Klocksin. Sie wohnte zuvor in Kloster Barth. Hedwig war die Tochter des Martin Diedrich Johann Leonhard von Frisch und der Marie von der Osten. Marie von Frisch war eine nachgeborene Tochter der Amalie von Ferber und des vorpommerschen Gutsbesitzers Fritz von der Osten-Martensdorf.